# スリラー映画

スリラー映画のアイコン

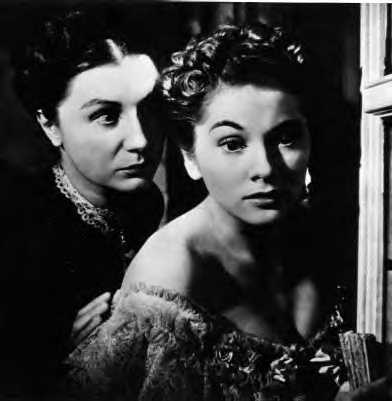
スリラー映画である『レベッカ』の観客の緊張感や不安感を煽るシーン

スリラー映画（スリラーえいが）は、観客の緊張感や不安感を煽ることを狙いの一つにしているような映画。時として恐怖感の増幅にもつながるので、ホラー映画やサスペンス映画（ミステリ映画）、サイコスリラー映画と隣接しているようなこともある。

## 代表的な作品
- サイコ（1960）
- 時計じかけのオレンジ（1971）
- ミザリー（1990）
- 羊たちの沈黙（1991）
- セブン（1995）
- CUBE(1997)
- パーフェクトブルー(1997)
- ディープ・ブルー(1999)
- アイデンティティー（2003）
- SAW(2004）
- バタフライ・エフェクト(2004)
- マシニスト(2004)
- ホステル（2005）
- ブラック・スワン（2010）
- ゴーン・ガール（2014）
- ザ・ギフト（2015）
- 不能犯 （2018年）
- パラサイト 半地下の家族（2019）
- ジョーカー（2019）